# Базиліка

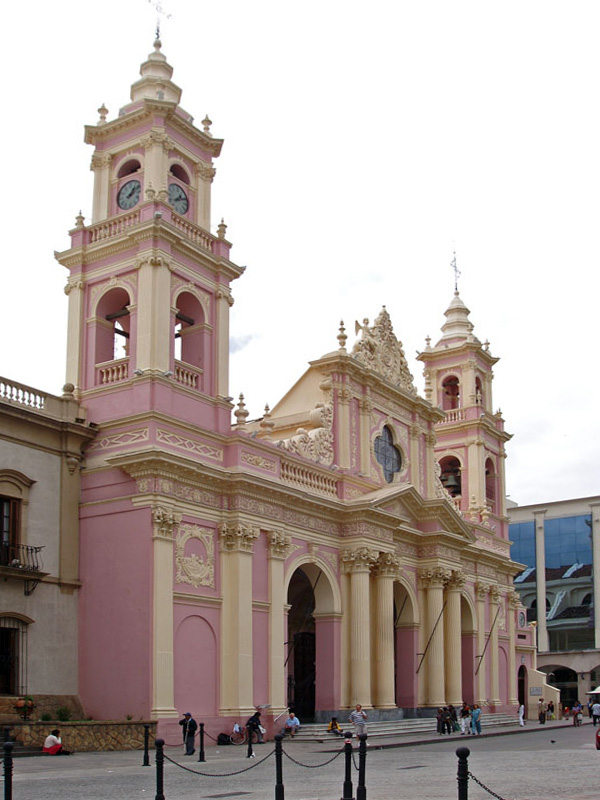
Базиліка

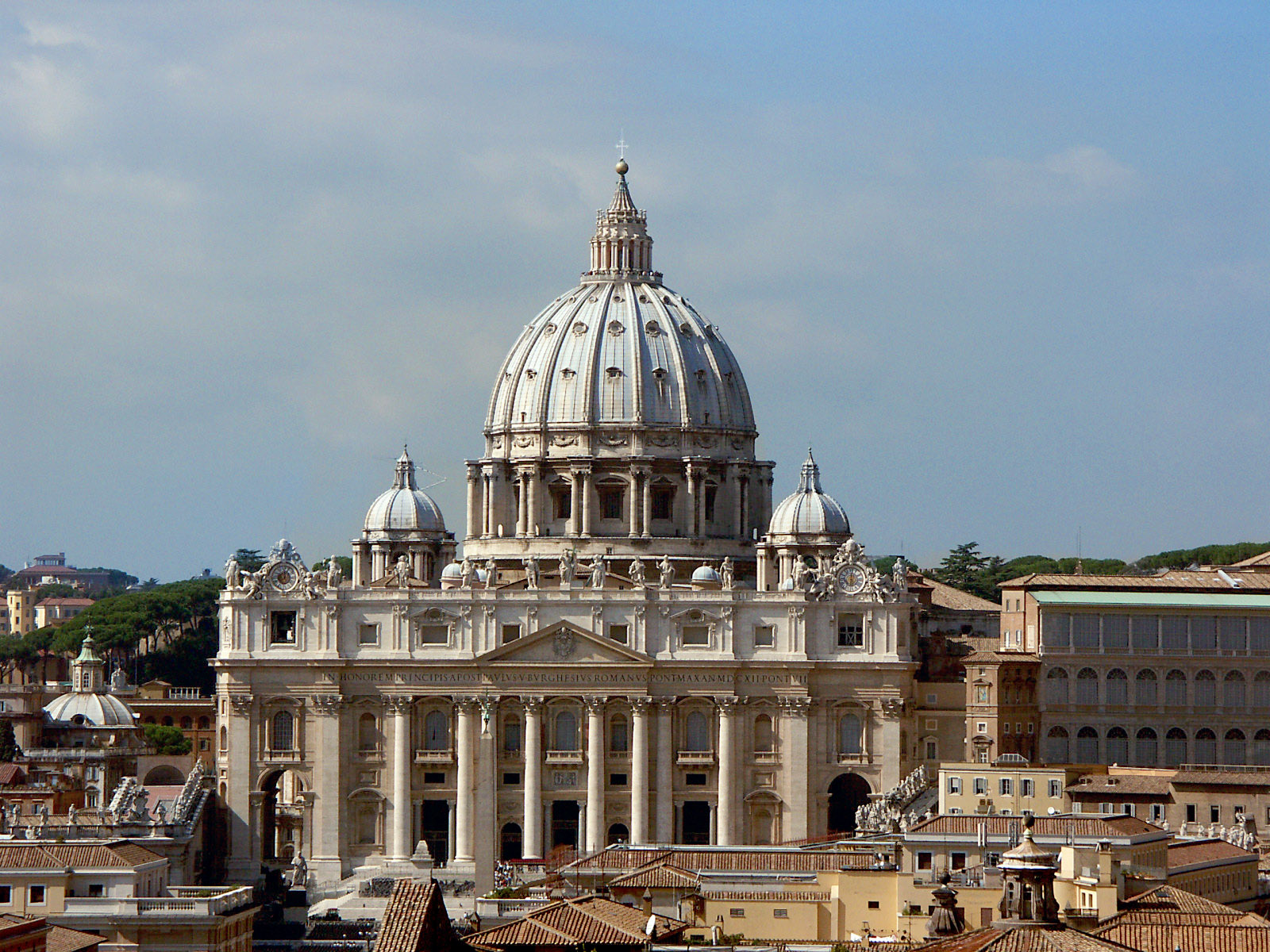
Базиліка Святого Петра у Ватикані

Базилі́ка (бази́ліка, лат. basilica від грец. βασιλικη — «царський дім») — прямокутна за плануванням споруда, розділена всередині рядами колон або стовпів на 3–5 частин — нав. Середня нава, найвища, освітлюється крізь вікна над дахами бічних нав і зазвичай закінчується півкруглим виступом — апсидою. Перед входом до базиліки міститься поперечне за плануванням приміщення — нартекс (бабинець, притвор). Розрізняють баневу та ротондальну базиліки.

## Історія
У Стародавній Греції — будівля, де засідав архонт. Пізніше — громадський будинок, призначений для суду, при цьому в середній наві відбувалися судові засідання, а в бокових торгували. У Стародавньому Римі базиліки залишилися спорудами громадського призначення (для суду й біржових операцій). Пізніше базиліка стала одним з основних типів християнського храму. Найперша з відомих базилік датується II століттям до н. е. (у Помпеях).

## Католицьке значення
Коли Римська імперія стала офіційно християнською, термін «базиліка» став також позначати важливу католицьку церкву, якій було надано цей статус Папою Римським. Таким чином, нині слово розуміється у двох сенсах: архітектурному й католицькому. У католицькому сенсі в Україні донедавна існувала тільки одна базиліка — Архікафедральна базиліка Успіння Пресвятої Діви Марії у Львові. У 2009 році Папа Бенедикт надав статус базиліки монастиреві оо. Василіян у Гошеві. 19 липня 2014 року Папа Франциск надав статус базиліки костелу Воздвиження Всечесного Хреста в м. Чернівці.

## Галерея

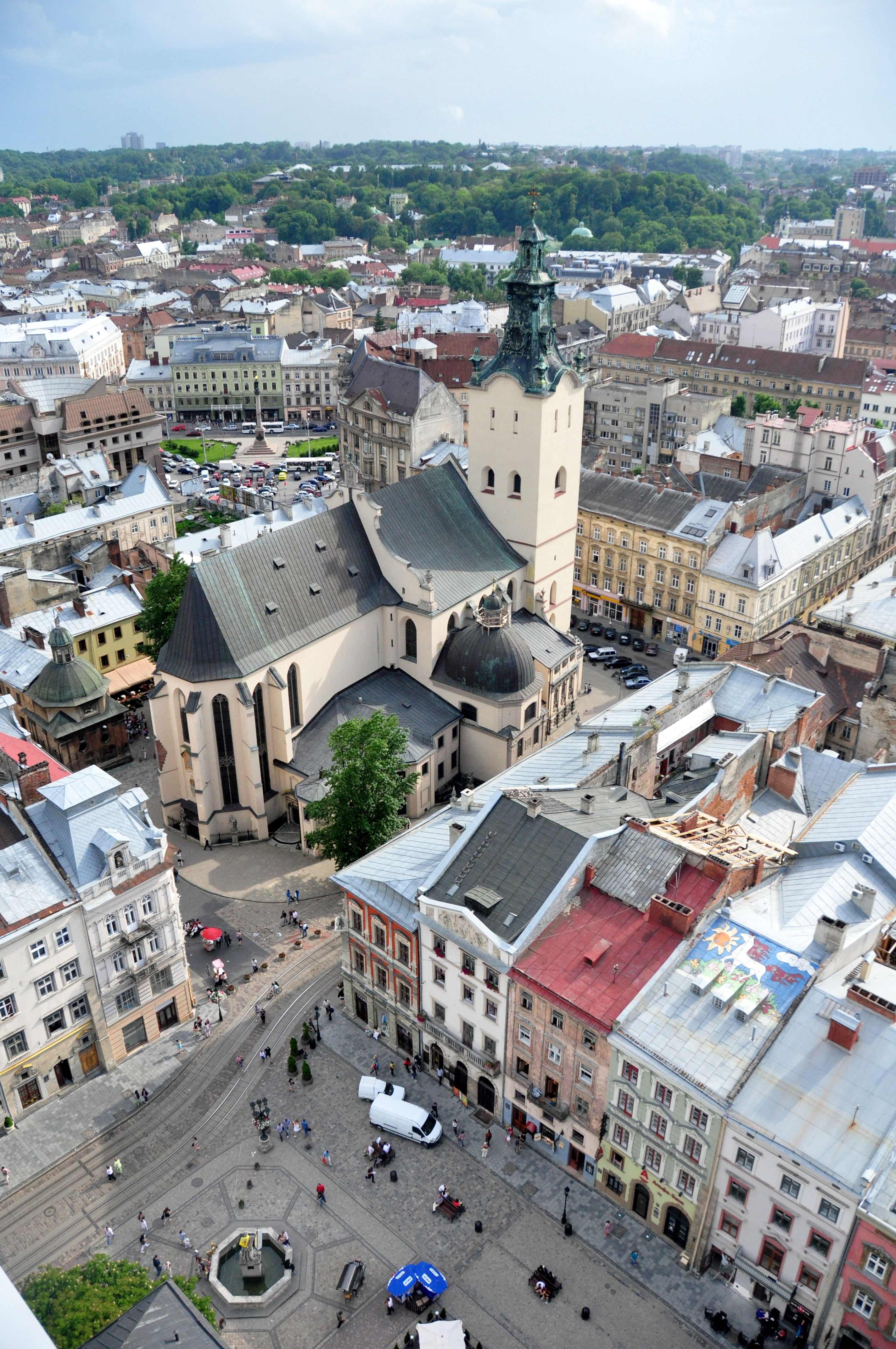
Римо-католицький кафедральний собор Успіння Пресвятої Діви Марії
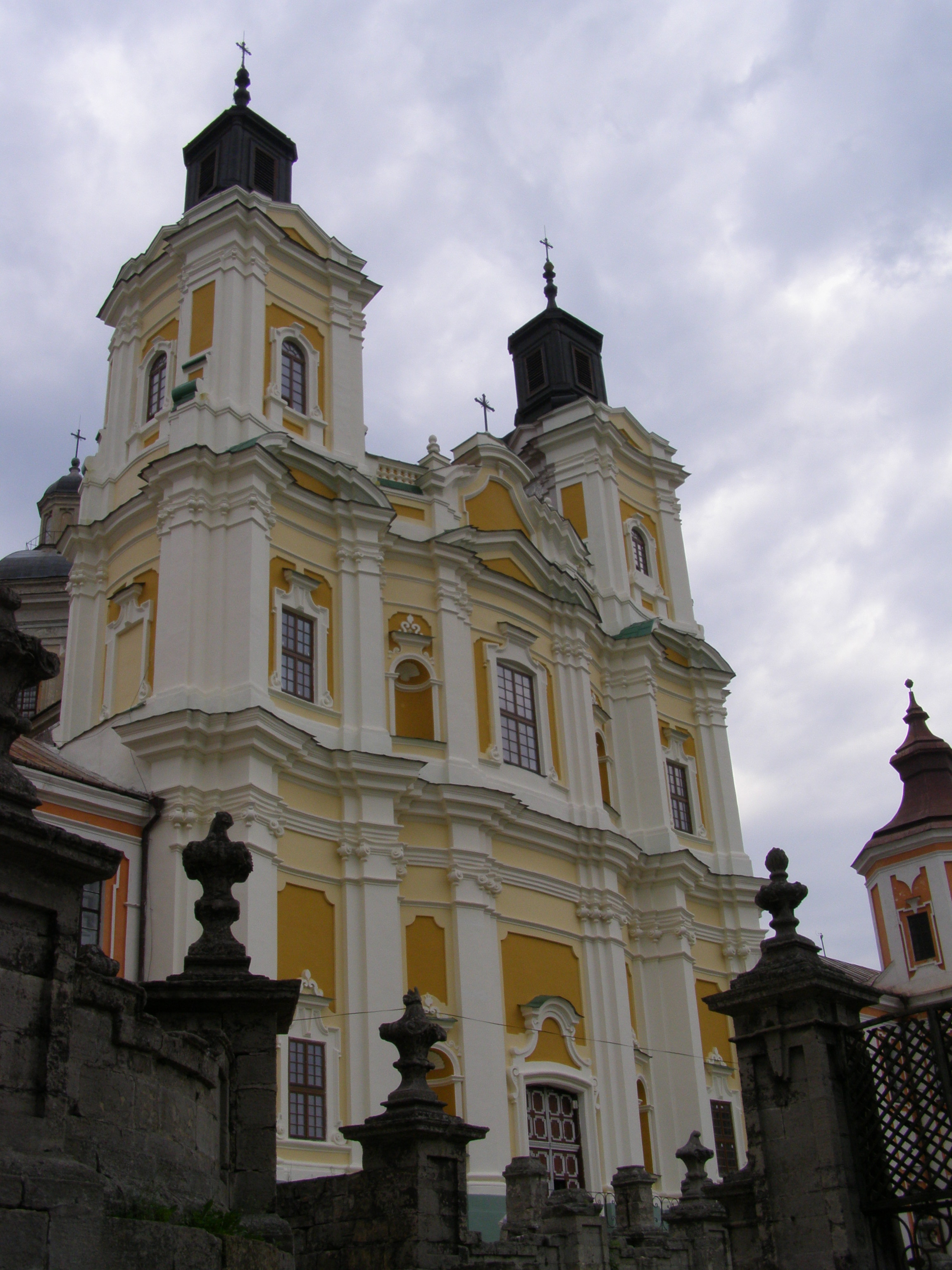
Базиліка св. Ігнатія Лойоли і Станіслава Костки, Кременець
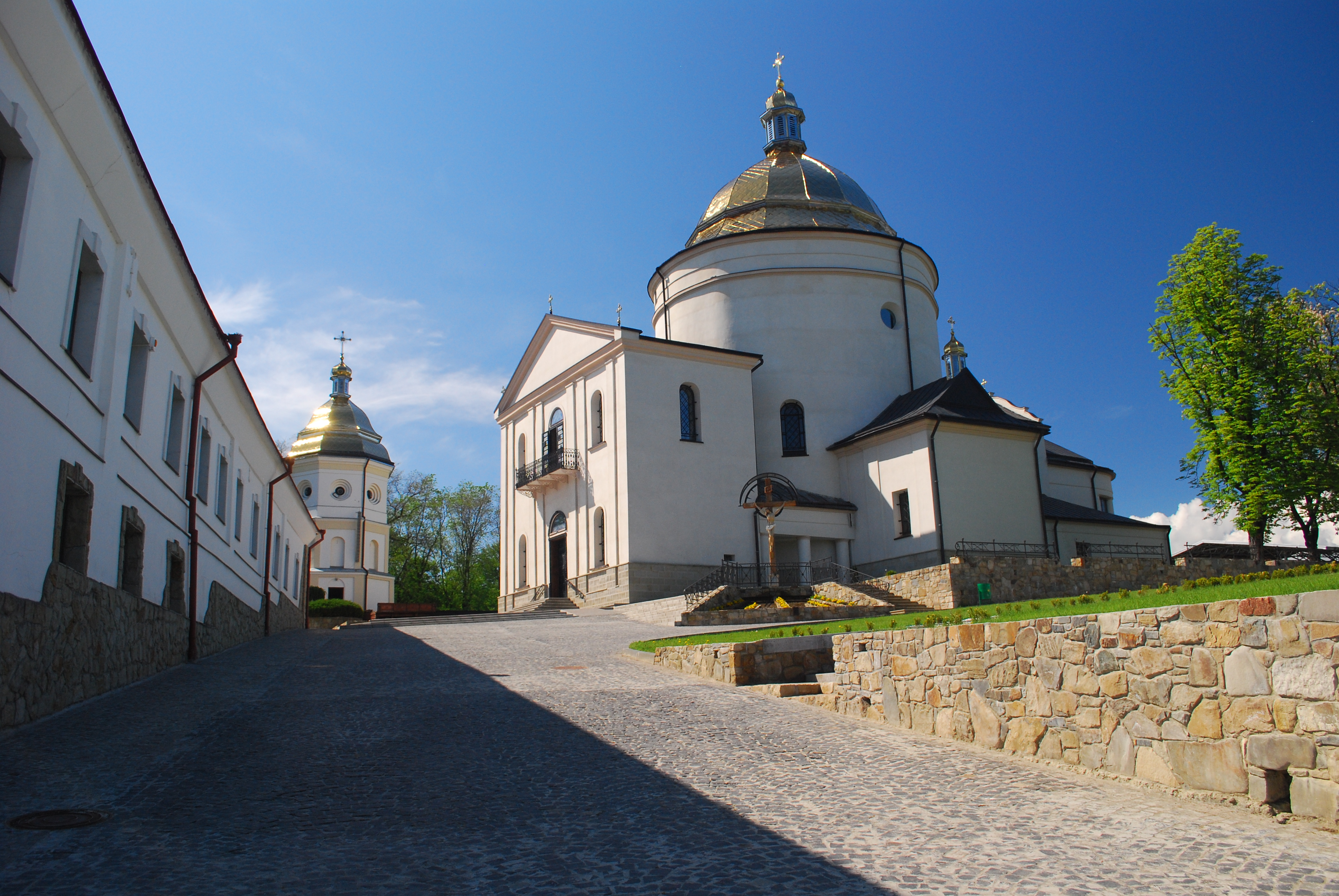
Келії, дзвіниця та церква Преображення Господнього на Ясній Горі в Гошеві
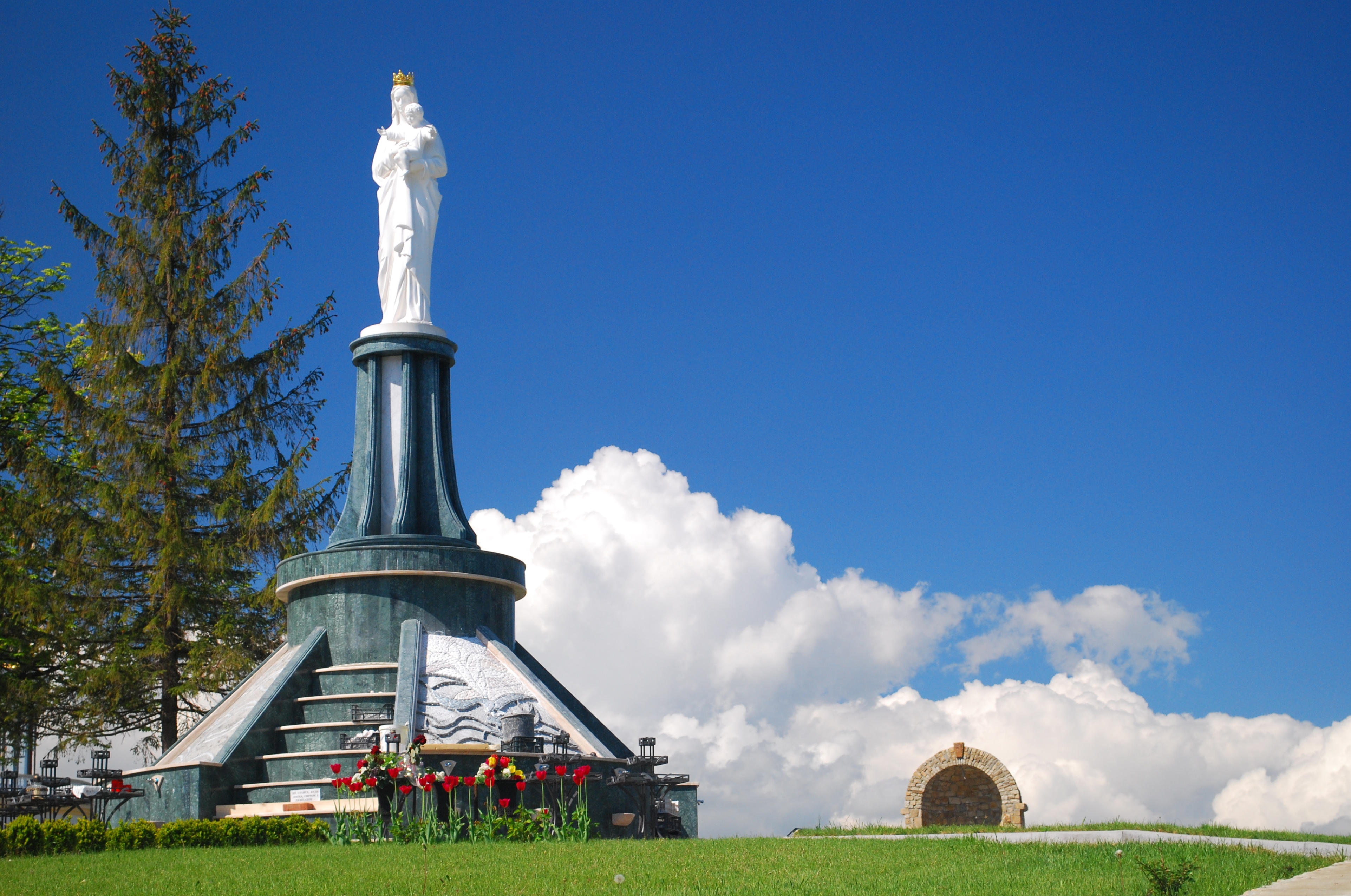
Фігура Божої Матері на Ясній Горі в Гошеві
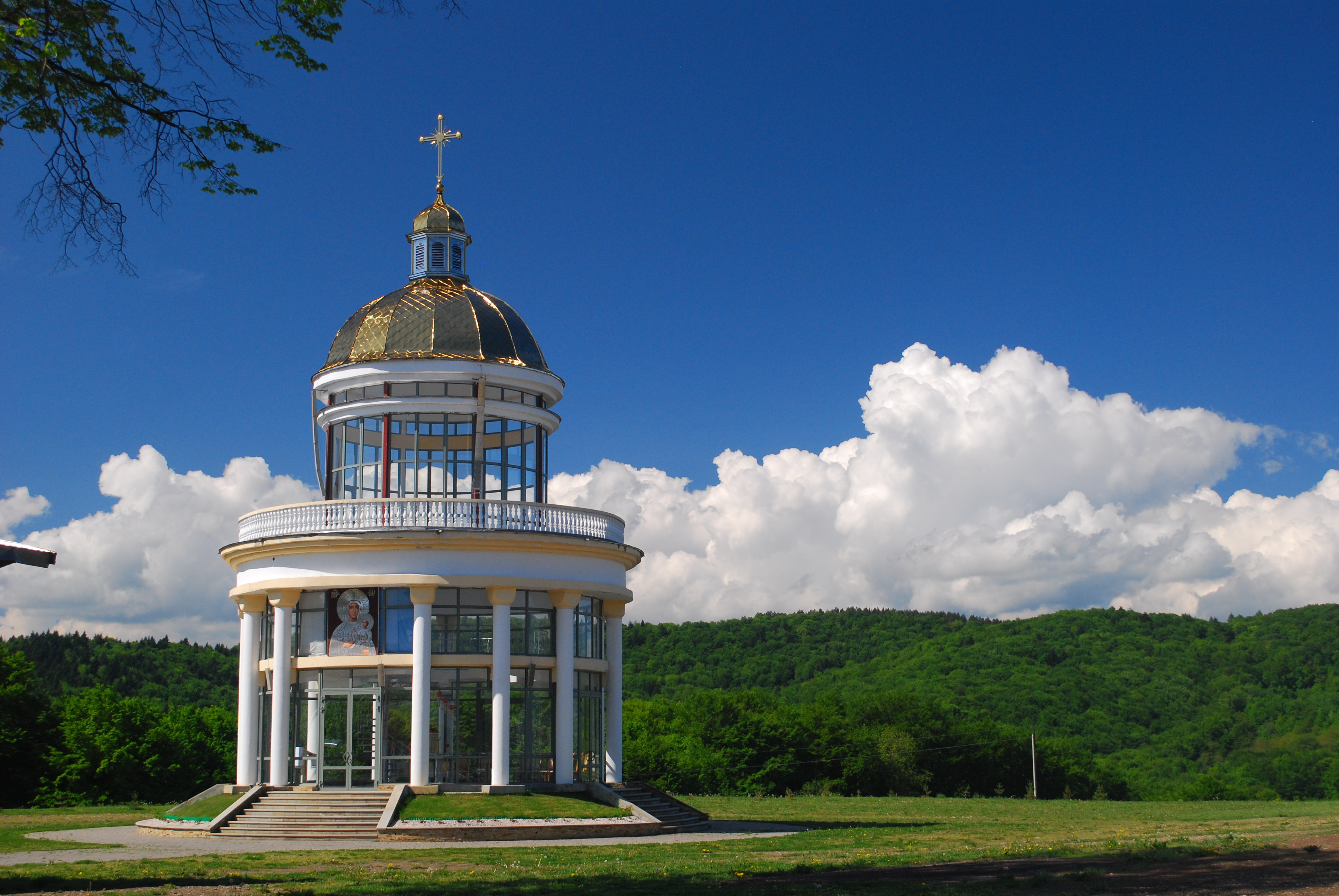
Ротонда на Ясній Горі в Гошеві
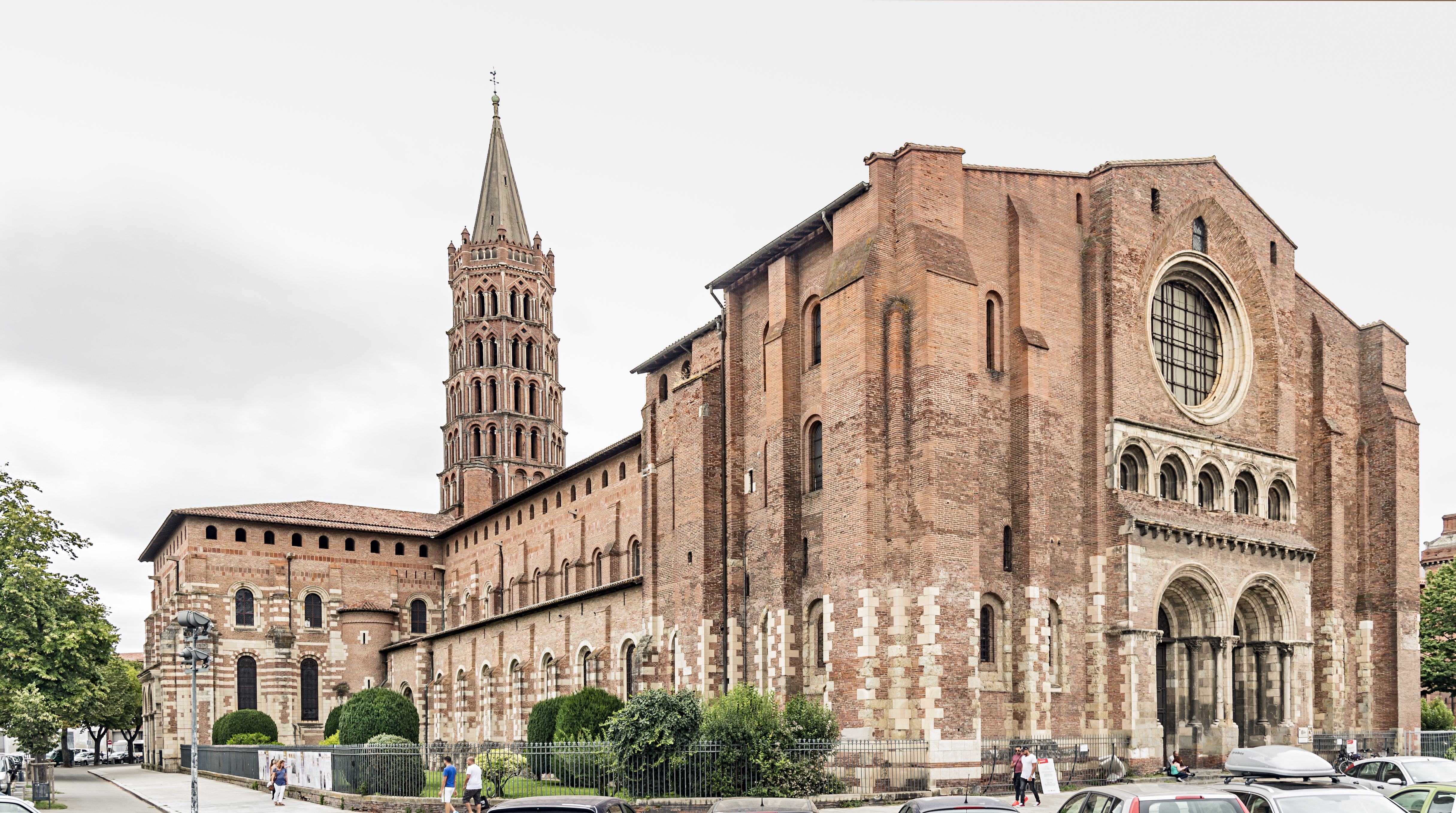
Базиліка Сен-Сернен, Тулуза
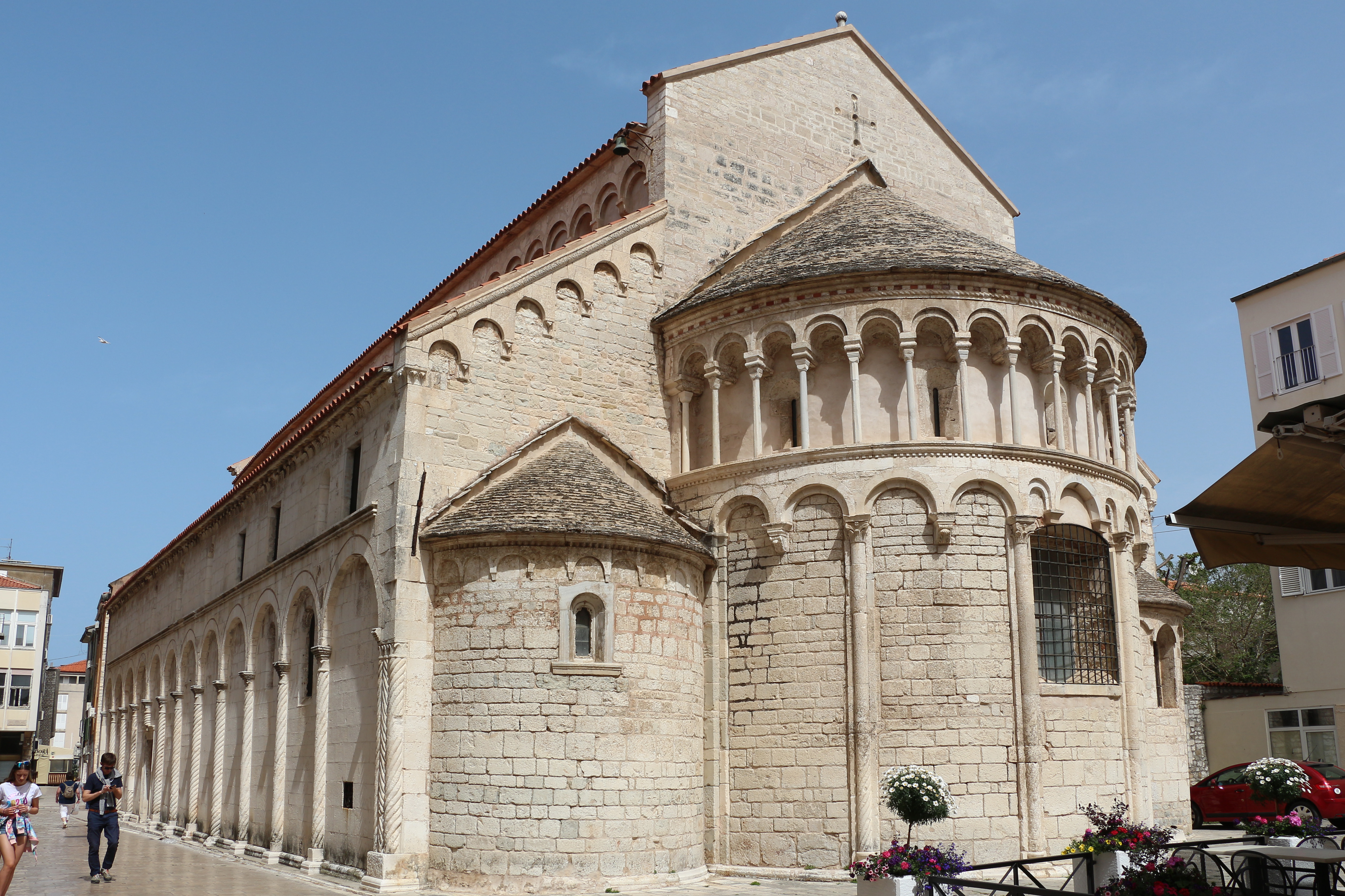
Церква Святого Кршевана